# Orihuela Deportiva Club de Fútbol
L'Orihuela Deportiva Club de Fútbol fou un antic club de futbol valencià de la ciutat d'Oriola.
Va ser fundat el 1944. Anteriorment ja havien existit diversos clubs amb el mateix nom a la ciutat.
La temporada 1994/95 es retirà de la competició per problemes econòmics i acabà desapareixent. El seu lloc a la vila fou ocupat per l'Oriola Club de Futbol.

## Temporades
| Temporada | Divisió    | Posició | Copa del Rei  |
| --------- | ---------- | ------- | ------------- |
| 1945/46   | Regional   | —       |               |
| 1946/47   | 3a Divisió | 5è      |               |
| 1947/48   | 3a Divisió | 11è     | Segona ronda  |
| 1948/49   | 3a Divisió | 12è     |               |
| 1949/50   | 3a Divisió | 6è      |               |
| 1950/51   | 3a Divisió | 8è      |               |
| 1951/52   | 3a Divisió | 1r      |               |
| 1952/53   | 2a Divisió | 12è     |               |
| 1953/54   | 3a Divisió | 2n      |               |
| 1954/55   | 3a Divisió | 10è     |               |
| 1955/56   | 3a Divisió | 11è     |               |
| 1956/57   | 3a Divisió | 13è     |               |
| 1957/58   | 3a Divisió | 4t      |               |
| 1958/59   | 3a Divisió | 4t      |               |
| 1959/60   | 3a Divisió | 8è      |               |
| 1960/61   | 3a Divisió | 6è      |               |
| 1961/62   | 3a Divisió | 5è      |               |
| 1962/63   | 3a Divisió | 2n      |               |
| 1963/64   | 3a Divisió | 11è     |               |
| 1964/65   | 3a Divisió | 13è     |               |
| 1965/66   | 3a Divisió | 10è     |               |
| 1966/67   | 3a Divisió | 7è      |               |
| 1967/68   | 3a Divisió | 6è      |               |
| 1968/69   | 3a Divisió | 15è     |               |
| 1969/70   | 3a Divisió | 12è     | 8ens de final |
| 1970/71   | Regional   | 4t      |               |

| Temporada | Divisió      | Posició | Copa del Rei  |
| --------- | ------------ | ------- | ------------- |
| 1971/72   | Regional     | 16è     |               |
| 1972/73   | Regional     | 1r      |               |
| 1973/74   | 3a Divisió   | 9è      |               |
| 1974/75   | 3a Divisió   | 14è     |               |
| 1975/76   | 3a Divisió   | 9è      |               |
| 1976/77   | 3a Divisió   | 17è     |               |
| 1977/78   | 3a Divisió   | 17è     |               |
| 1978/79   | 3a Divisió   | 12è     |               |
| 1979/80   | 3a Divisió   | 3r      |               |
| 1980/81   | 3a Divisió   | 9è      | Primera ronda |
| 1981/82   | 3a Divisió   | 2n      |               |
| 1982/83   | 3a Divisió   | 2n      |               |
| 1983/84   | 3a Divisió   | 2n      |               |
| 1984/85   | 2a Divisió B | 5è      |               |
| 1985/86   | 2a Divisió B | 9è      |               |
| 1986/87   | 3a Divisió   | 15è     |               |
| 1987/88   | 3a Divisió   | 2n      |               |
| 1988/89   | 3a Divisió   | 1r      |               |
| 1989/90   | 2a Divisió B | 1r      |               |
| 1990/91   | 2a Divisió   | 5è      |               |
| 1991/92   | 2a Divisió B | 14è     |               |
| 1992/93   | 2a Divisió B | 17è     |               |
| 1993/94   | 3a Divisió   | 18è     |               |
| 1994/95   | Regional     | 10è     |               |
| 1995/96   | Regional     | Retirat |               |